# GeForce 2
As séries GeForce 2 (NV15) é a segunda geração de unidades de processamento gráfico (GPUs) da Nvidia GeForce. Lançada em 2000, é sucessora da GeForce 256.
A família GeForce 2 compreendia vários modelos: GeForce 2 GTS, GeForce 2 Pro, GeForce 2 Ultra, GeForce 2 Ti, GeForce 2 Go e a série GeForce 2 MX. Além disso, a arquitetura GeForce 2 é usada para a série Quadro nas placas Quadro 2 Pro, 2 MXR e 2 EX com drivers especiais destinados a acelerar os aplicativos de design auxiliado por computador.

## Arquitetura

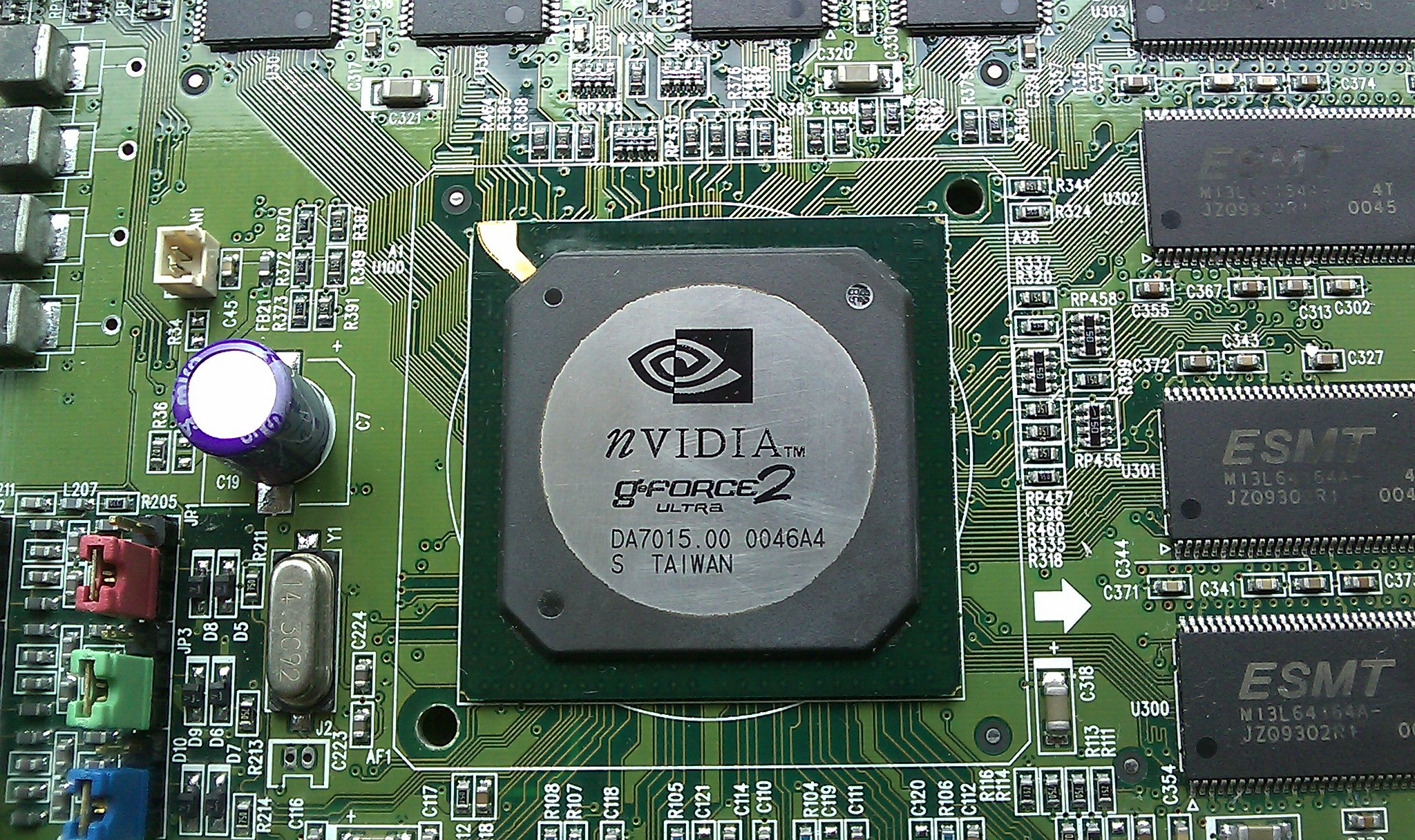
GeForce2 Ultra GPU

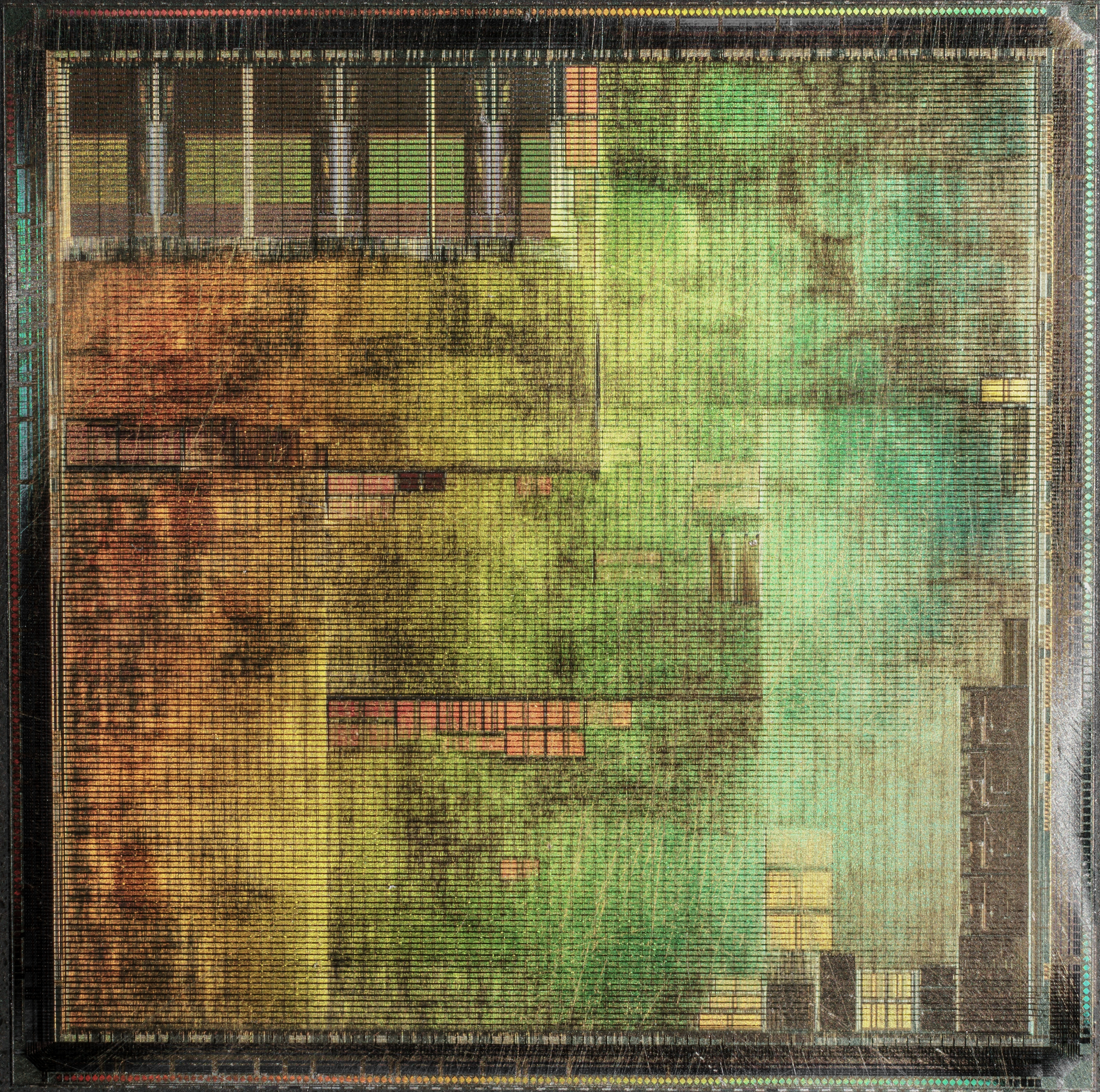
Die shot de uma GPU Geforce 2

A arquitetura GeForce 2 é semelhante à linha GeForce 256 anterior, mas com várias melhorias. Comparada com a GeForce 256 de 220 nm(nanometro), a GeForce 2 é construída em um processo de fabricação de 180 nm, tornando o silício mais denso e permitindo mais transistores e uma velocidade de clock maior. A mudança mais significativa para a aceleração 3D é a adição de uma segunda unidade de mapeamento de textura a cada um dos quatro pipelines de pixel. Alguns dizem o segundo TMU estava lá no GeForce NSR original (NVIDIA Shading Rasterizer), mas a texturização dupla foi desativada devido a um bug de hardware; A capacidade exclusiva do NSR de fazer filtragem de textura trilinear de ciclo único apóia essa sugestão. Isso dobra a taxa de preenchimento da textura por clock em comparação com a geração anterior e é o raciocínio por trás do sufixo de nomenclatura do GeForce 2 GTX: GigaTexel Shader (GTS). A GeForce 2 também apresenta formalmente o NSR (Nvidia Shadings Raasterizer), um tipo primitivo de pipeline de pixel programável que é um pouco semelhante aos sombreadores de pixel posteriores. Essa funcionalidade também está presente na GeForce 256, mas não foi divulgada. Outro aprimoramento de hardware é um pipeline de processamento de vídeo atualizado, chamado HDVP (processador de vídeo de alta definição). HDVP suporta reprodução de vídeo em movimento em resoluções HDTV (MP @ HL).
Em benchmarks 3D e aplicativos de jogos, a GeForce 2 GTS supera seu antecessor em até 40%. Em jogos OpenGL (como Quake III), a placa supera as placas Radeon DDR e 3dfx Voodoo 5 5500 nos modos de exibição de 16 bpp e 32 bppp. No entanto, em jogos Direct3D rodando 32 bpp, o Radeon DDR às vezes é capaz de assumir a liderança.
A arquitetura GeForce 2 é bastante limitada pela largura de banda da memória. A GPU desperdiça largura de banda de memória e taxa de preenchimento de pixel devido ao uso não otimizado de z-buffer, desenho de superfícies ocultas e um controlador de RAM relativamente ineficiente. O principal concorrente do GeForce 2, o ATI Radeon DDR, tem funções de hardware (chamadas HyperZ) que resolvem esses problemas. Devido à natureza ineficiente das GPUs GeForce 2, elas não podiam se aproximar de seu potencial de desempenho teórico e a Radeon, mesmo com sua arquitetura 3D significativamente menos poderosa, oferecia forte concorrência. A revisão posterior do NV17 do design NV11, usado para a GeForce 4 MX, foi mais eficiente.

### Lançamentos
Os primeiros modelos a chegar depois da GeForce 2 GTS original foram a GeForce 2 Ultra e a GeForce 2 MX, lançadas em 7 de setembro de 2000. Em 29 de setembro de 2000, a Nvidia começou a distribuir placas de vídeo com 16 e 32 MB de memória de vídeo.
Com arquitetura idêntica ao GTS, o Ultra simplesmente tem taxas de clock de núcleo e memória mais altas. O modelo Ultra realmente supera os primeiros produtos GeForce 3 em alguns casos, devido às placas GeForce 3 iniciais com taxa de preenchimento significativamente mais baixa. No entanto, o Ultra perder a liderança quando o anti-aliasing está habilitado, por causa do preenchimento da GeForce 3; além disso, a GeForce 3 tem um conjunto de recursos de última geração superior com vertex programável e pixel shaders para jogos DirectX 8.0.
A GeForce 2 Pro, lançada logo após o Ultra, foi uma alternativa ao Ultra top de linha caro e é mais rápido que o GTS.
Em outubro de 2001, a GeForce Ti foi posicionada como uma alternativa mais barata e menos avançada à GeForce 3. Mais rápida que o GTS e Pro, mas mais lenta que o Ultra, a GeForce 2 Ti teve um desempenho competitivo contra a Radeon 7500, embora a 7500 tivesse a vantagem do suporte para dois monitores. Esta versão intermediária da GeForce 2 foi substituída pela série GeForce 4 MX como a escolha de orçamento/desempenho em janeiro de 2002.
Em sua página de produtos de 2001, a Nvidia inicialmente colocou o Ultra como uma oferta separada do resto da linha GeForce 2 (GTS, Pro, Ti), no entanto, no final de 2002 com a GeForce 2 considerada uma linha de produtos descontinuada, o Ultra foi incluído ao logo do GTS, Pro e Ti na página de informações do GeForce 2.

## GeForce 2 MX

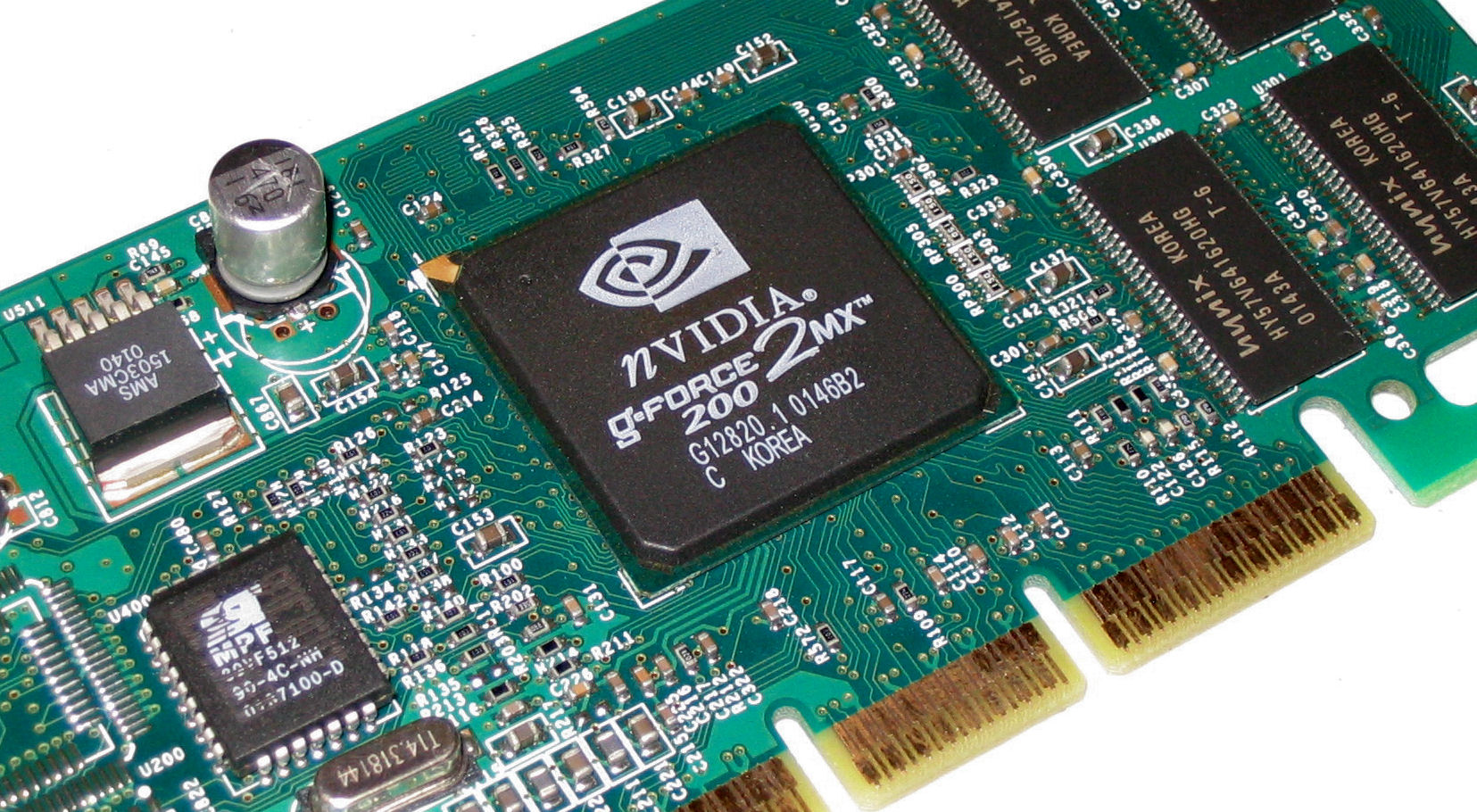
GeForce 2 MX200 AGP

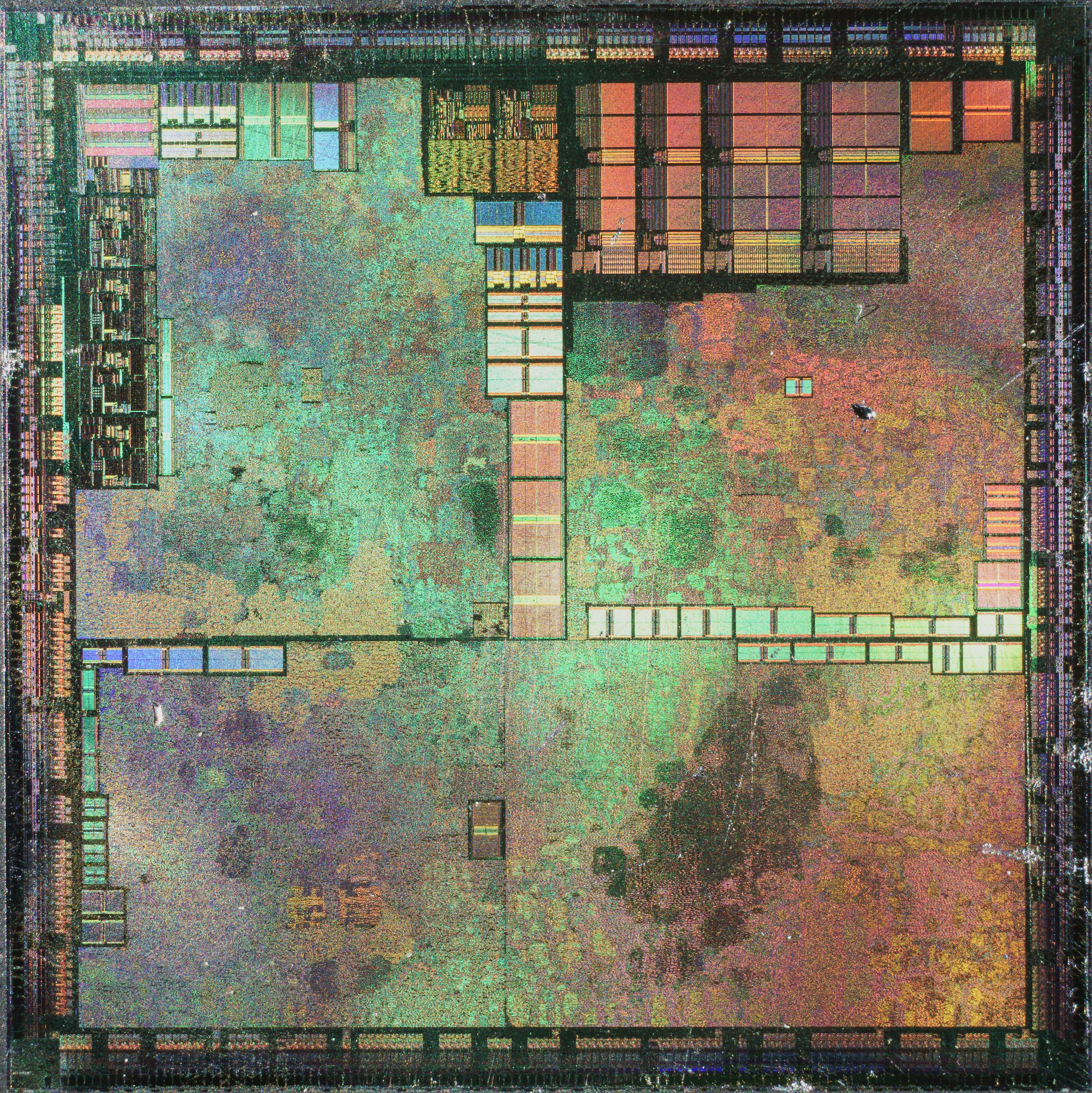
Die shot da GPU MX400

Como a linha GeForce 256 anterior foi enviada sem uma variante de orçamento, a série RIVA TNT2 foi deixada pra preencher a função de "low-end" - embora com um conjunto de recursos comparativamente obsoleto. Para criar uma opção de baixo custo melhor, a NVIDIA criou a série GeForce 2 MX, que oferecia um conjunto de recursos padrão, específicos para toda a geração GeForce 2, limitada apenas pela camada categórica. As placas GeForce 2 MX tiveram dois pipelines de pixel 3D removidos e uma largura de banda de memória disponível reduzida. Os cartões utilizavam SDR SDRAM ou DDR SDRAM com larguras de barramento de memórias variando de 32 a 128 bits, permitindo que o custo da placa de circuito fosse variado. A série MX também oferece suporte a dois monitores, algo não encontrado na GeForce 256 e na GeForce 2 regulares.
Os principais concorrentes da série GeForce 2 MX foram Radeon VE/7000 e Radeon SDR da ATI (que com os outros R100 foram posteriormente renomeados como parte da série 7200). O Radeon VE tinha a vantagem de um software de exibição de monitor duplo um pouco melhor, mas não oferecia T&L de hardware, um recurso de renderização 3D emergente da época que era a principal atração do Direct3D 7. Além disso, o Radeon VE apresentava apenas uma única renderização pipeline, fazendo com que ela produza uma taxa de preenchimento substancialmente menor do que a GeForce 2 MX. A Radeon SDR, equipada com SDR SDRAM em vez de DDR SDRAM encontrada em irmãos mais caros, foi lançada algum tempo depois e exibiu renderização 3D de 32 bits mais rápida do que a GeForce 2 MX. No entanto, a Radeon SDR não tinha suporte para vários monitores e estreou com um preço consideravelmente mais alto do que a GeForce 2 MX. O Voodoo4 4500 da 3dfx chegou tarde demais, além de ser muito caro, mas muito lento para competir com a GeForce 2 MX.
Os membros da série incluem GeForce 2 MX, MX400, MX200 e MX100. A GPU também foi usada como um processador gráfico integrado na linha de chipset nForce e como um chip gráfico móvel para notebooks chamado GeForce 2 Go.

## Sucessor
A sucessora da linha GeForce 2 (não MX) é a GeForce 3. A linha GeForce não MX foi reduzida no preço e viu a adição da GeForce 2 Ti, a fim de oferecer uma alternativa de gama média ao produto GeForce 3 topo de linha.
Posteriormente, toda a linha GeForce 2 foi substituída pela GeForce 4 MX.

## Suporte

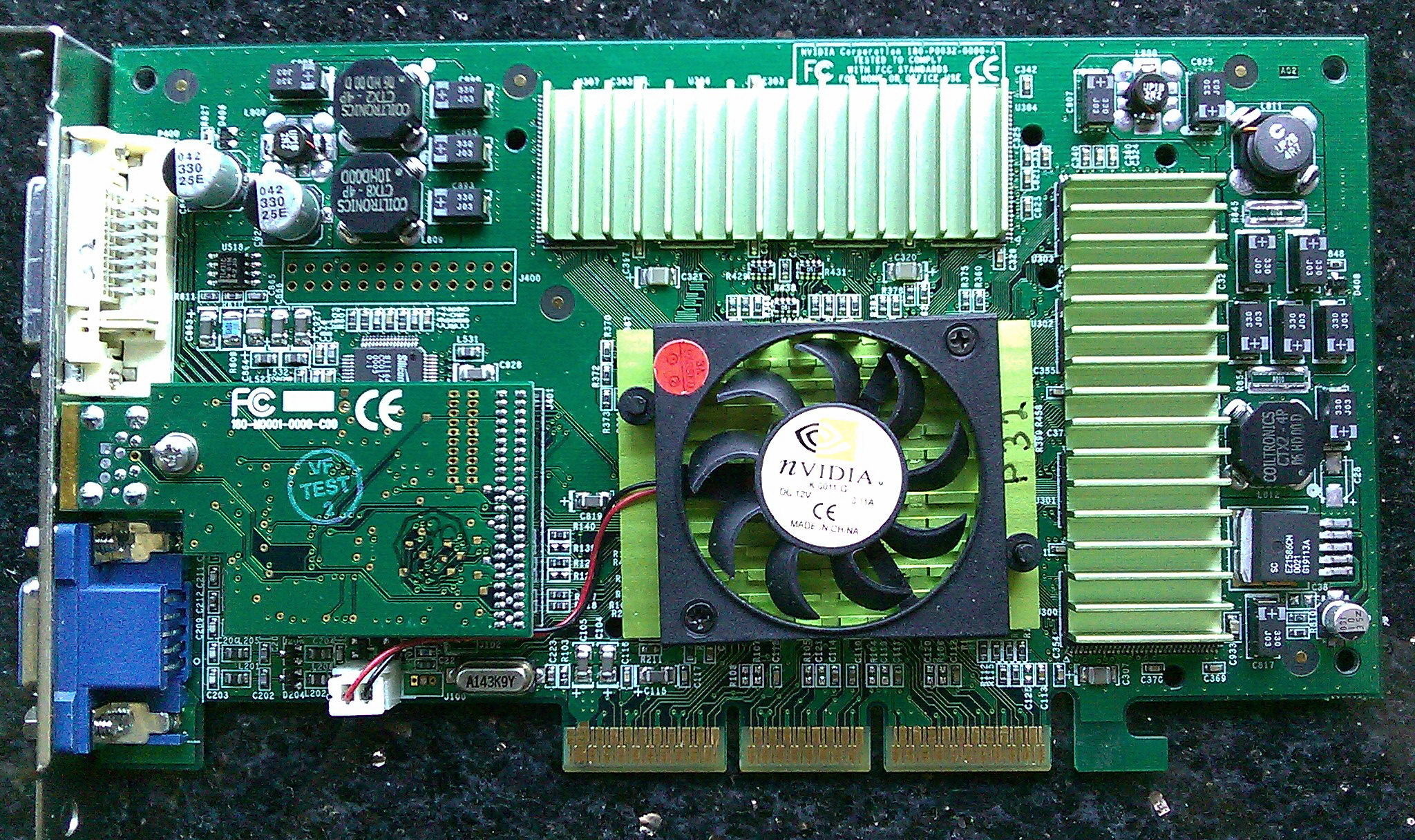
NVIDIA GeForce2 Ultra

A Nvidia encerrou o suporte de driver para a série GeForce 2, terminando com os modelos GTS, Pro, Ti e Ultra em 2005 e depois com os modelos MX em 2007.
GeForce 2 GTS, GeForce 2 Pro, GeForce 2 Ti e GeForce 2 Ultra:
- Windows 9x e Windows Me: 71.84 lançado em 11 de março de 2005;
- Windows 2000 e Windows XP de 32 bits: 71.89 lançado em 14 de abril de 2005;
- Linux de 32 bits: 71.86.15 lançado em 17 de agosto de 2011;

GeForce 2 MX & MX x00 Series:
- Windows 9x e Windows Me: 81.98 lançado em 21 de setembro de 2005;
- Windows 2000, Windows XP e Media Center Edition de 32 bits: 93.71 lançado em 2 de novembro de 2006;
- A versão do driver 91.98 para Windows 9x/Me foi a última versão do driver lançada pela Nvidia para esses sistemas. Nenhum novo lançamento oficial foi feito posteriormente para esses sistemas.
- Para o Windows 2000, o Windows XP e Media Center Edition de 32 bits também está disponível no driver beta 93.81, lançado em 28 de novembro de 2006;
- Linux de 32 bits: 96.43.23 lançado em 14 de setembro de 2012;

## Chipsets concorrentes
- 3dfx Voodoo 5
- ATI Radeon
- PowerVR Series 3 (Kyro)